# Bruit de la circulation

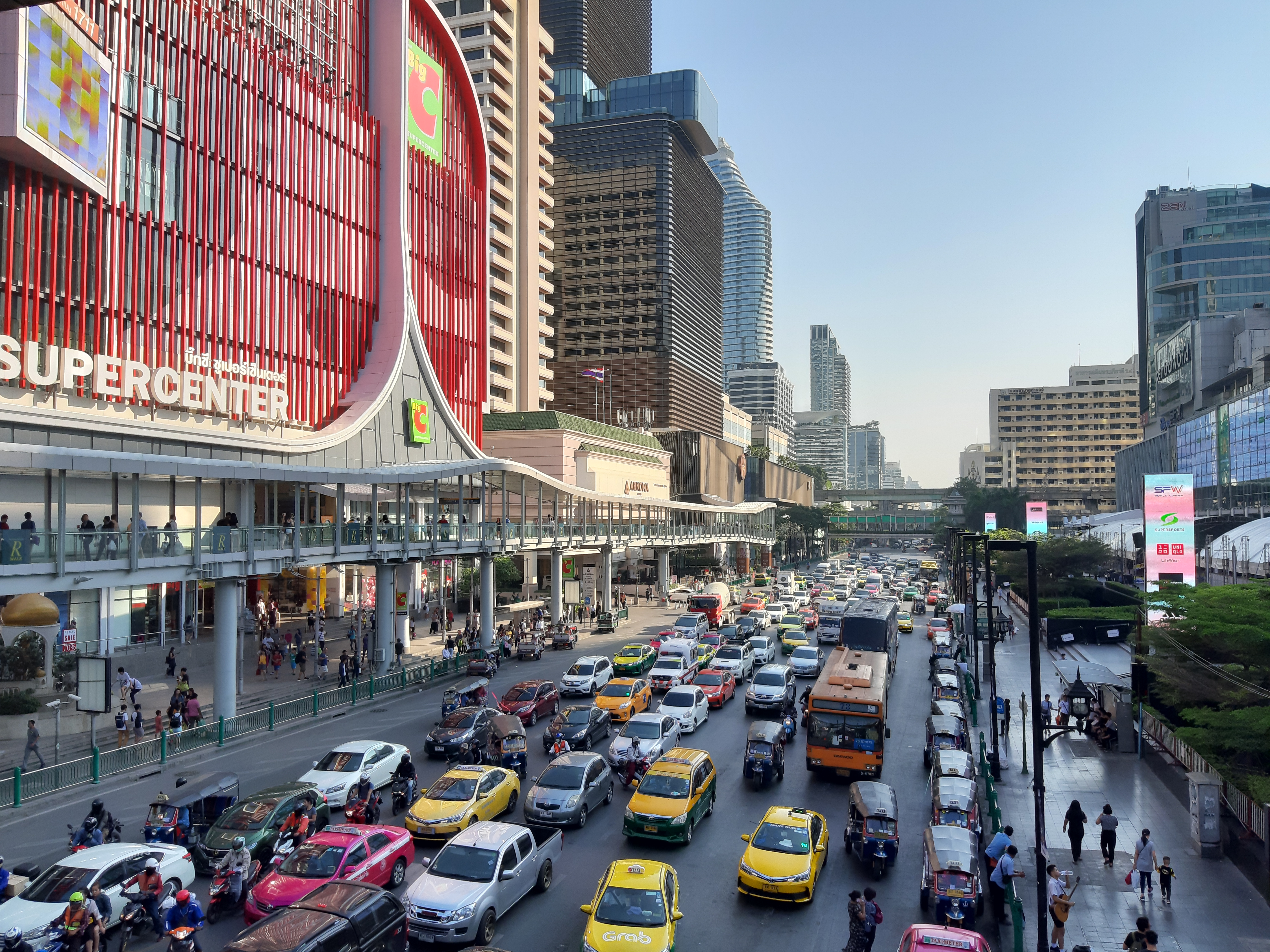
Trafic routier dans le centre de Bangkok en Thaïlande

Le bruit de la circulation est l’ensemble des bruits émis par la circulation, quelle que soit sa nature, soit : le bruit routier, le bruit ferroviaire et le bruit aérien. Le bruit de la circulation peut constituer une nuisance pour les personnes vivant à proximité des grands axes. Il fait partie de la pollution sonore.
Le bruit routier peut être combattu par divers moyens, tels que les murs anti-bruit et les revêtements antibruit. De manière plus radicale, des voies de contournement peuvent être créées ou encore, le trafic peut être détourné d'une autre manière.